# 周麗麗
周麗麗（Lili Zhou/Liliane Chow，1980年2月2日—），中国廣西出生，原中国國家隊女子羽毛球隊成員，2002年後移民美國，並代表美國參加國際賽事，包括世界錦標賽、尤伯杯、蘇迪曼杯等國際賽事。

## 簡歷
周麗麗自幼已在中國開始羽毛球訓練，并於1989年至1999年期間在中國不斷加強她的專業技術。1984年至1999年間，她參與7次中國青少年全國賽，均從超過100名運動員中脫穎而出進入前4名。她多次獲得最佳運動員稱號，并於1997年獲頒中國一級運動員獎項。1999年隨父母移居廣州，並於廣州市羽毛球任教練。
2002年後移民美國，並代表美國參加國際賽事，包括世界錦標賽，尤伯杯，蘇迪曼杯，美國公開賽，臺北公開賽，澳門公開賽，香港公開賽等等國際賽事。她先後獲得了美國公開賽單打冠軍，2005年尤尼克斯國際公開賽單打冠軍。她為美國羽毛球在國際知名度上起到推動的作用，尤其在尤伯杯和蘇迪曼杯等國際團體賽事上充當美國隊主力球員的角色，幫助美國隊拿下美洲區冠軍，並獲得總決賽出賽權。在總決賽的對抗中戰勝了世界排名前二十強的對手。
2009年任教於美國私立史丹福大學，2010年於美國加州創建了允中羽毛球中心私人俱樂部。2012年畢業於硅谷大學工商管理專業。

## 主要比賽成績
只列出曾進入準決賽的國際賽事成績：
| 年份   | 賽事               | 公開賽級別 | 項目     | 拍檔 | 成績 |
| ------ | ------------------ | ---------- | -------- | ---- | ---- |
| 2008年 | 美國羽毛球大獎賽   | 大獎賽     | 女子單打 | －   | 冠軍 |
| 2008年 | 泛美洲羽毛球錦標賽 | 其他       | 混合團體 | －   | 季軍 |

| 2007-2017年 | 首要超級賽 | 超級賽 | 黃金大獎賽 | 大獎賽 | 國際挑戰賽 | 國際系列賽 | 未來系列賽 | 其他 |

| 2018-2026年 | 總決賽 | 超級1000賽 | 超級750賽 | 超級500賽 | 超級300賽 | 超級100賽 | 國際挑戰賽 | 國際系列賽 | 未來系列賽 | 其他 |

- 1993年 第11屆廣東省運動會羽毛球比賽 單打冠軍
- 1996年 全國青少年運動會羽毛球比賽 雙打第四名
- 1997年 榮獲全國一級運動員稱號
- 1998年 中國冬季羽球勝利盃公開賽 冠軍
- 1999年 全國大學生羽毛球賽女子單打 冠軍
- 2000年 美國成人全國比賽  雙打冠軍
- 2001年 美國成人全國比賽  雙打冠軍
- 2003年 灣區公開賽女單冠軍
- 2004年 波士頓公開賽單打/混雙冠軍
- 2004年 美國全國成人賽單打/雙打冠軍
- 2005年 火奴魯魯公開赛單打/雙打冠軍
- 2005年 波士頓公開賽單打/雙打冠軍
- 2005年 UBC公開賽單打/混雙冠軍
- 2006年 波士頓公開賽單打冠軍
- 2007年 GGBC公開賽單打冠軍

### 奧運會和世錦賽參賽紀錄
|          | 2005 |
| -------- | ---- |
| 女子單打 | 64強 |

## 外部連結
- GGBC 個人檔案